# آرثر آرون
آرثر آرون (بالإنجليزية: Arthur Aron)‏ هو عالم نفس أمريكي، ولد في 2 يوليو 1945.